# Älvsborgs kyrka
För andra betydelser, se Älvsborg (olika betydelser).
Älvsborgs kyrka, tidigare Hagens kapell, är en kyrkobyggnad som sedan 1967 tillhör Älvsborgs församling (tidigare Västra Frölunda församling) i Göteborgs stift. Den ligger i stadsdelen Älvsborg  i Göteborgs kommun.

## Historia
Under 1800-talet var det område i norra delen av Frölunda, mellan stadens gräns och Långedrag och som numera ingår i Älvsborgs församling, mycket glest befolkat. Till större delen utgjordes bygden av utmarker som tillhörde bondgårdarna i socknen. Före seklets början hade folkmängden börjat öka och utgjorde år 1900 cirka 1 000 personer, bortsett från vissa delar av Grimmered och några hemman. Där spårvägen Göteborg—Långedrag skulle gå fram, uppstod en viss koncentration och här bildades år 1911 de två municipalsamhällena Hagen och Långedrag. Folkökningen som orsakades av spårvägens tillkomst år 1907, koncentrerade sig huvudsakligen till tre olika områden: Norra delen av hemmanet Grimmered omkring den hållplats på Långedragslinjen, som kallades Stadsgränsen, något längre åt väster Hagen, och Långedrag. År 1922 bildades genom sammanslagning Älvsborgs municipalsamhälle, där den mark som tidigare stått utanför varje samhällsbildning, Käringberget, Tranered, Uppegården, Påvelund, Äckran med flera, ingick.
I ett upprop av kyrkoherde Gustaf Franck år 1912, vädjade han om bidrag till en kapellbyggnad i det tätbefolkade området i norr. Men då det där redan fanns en rymlig kyrka, blev anslag genom allmänna medel inte möjligt, utan endast genom frivilliga gåvor skulle ett kapell kunna finansieras. Francks vädjan slutade med följande ord: "På grund härav vågar jag vördsamt uppmana alla, som behjärta denna stora sak att å omstående sida teckna bidrag. Enligt af arkitekten uppgjorda ritningar och kostnadsförslag skulle detta kapell med omkring 500 sittplatser kunna uppföras för 30.000 kr. Dessa skola säkert kunna uppbringas, om enhvar efter förmåga bidrager därtill. Fastighets A-B Carnegie och C:o har med känd frikostighet skänkt en stor och utomordentligt skön och välbelägen tomt. Måtte Hagens kapell genom frikostiga händer snart blifva uppbyggt och samla unga och gamla till firande af Herrens sköna gudstjänst." Både större och mindre belopp tecknades på listorna som utsändes. Även insamlingskort trycktes, indelade i rutor där varje motsvarade 25 öre.

## Kyrkobyggnaden
Hagens kapell ritades av arkitekten Yngve Rasmussen och byggdes ursprungligen 1917. Efter att ha brunnit ner den 20 januari 1918 återuppbyggdes det och invigdes 1919 efter originalritningarna. Byggnaden var försäkrad till 55 000 kronor. År 1940 målades kapellet om invändigt i ljusare färger. 
Älvsborg blev 1967 en egen församling och därmed namnändrades Hagens kapell till Älvsborgs kyrka. Under 1985-1986 byggdes en förbindelsegång mellan kyrkan och församlingshemmet och interiören målades om i ännu ljusare färger.

## Inventarier
- Korets absidmålningar byttes ut mot nuvarande altartavla som är en triptyk utförd av Saga Walli.
- Dopfunten av huggen granit skänktes 1924 till kapellet.
- Nuvarande predikstol ritad av Axel Forssén tillkom vid renoveringen 1940.

### Orgel
Nuvarande mekaniska orgel tillverkades 1959 av Hammarbergs Orgelbyggeri AB och har 21 stämmor fördelade på två manualer och pedal. Tonsättaren Sven-Eric Johanson var organist där under många år.